# Имбирное пиво
Имбирное пиво — подслащенный и газированный, обычно безалкогольный напиток. Исторически оно производилось путем естественного брожения подготовленной имбирной стружки, дрожжей и сахара.
Современное имбирное пиво часто не варят, а изготавливают, часто со вкусовыми и цветовыми добавками, с искусственным газированием. Имбирные эли не варят.

## История
Имбирное пиво появилось в Англии (Йоркшир) в середине XVIII века. Рост потребления берет свое начало в колониальной торговле специями с Востоком и сахаропроизводящими островами Карибского бассейна. В него добавляли различные специи, а содержание алкоголя было ограничено 2 % акцизным законодательством 1855 года. Лишь немногие пивовары сохранили алкогольный продукт. В XIX веке вместе с британскими военными попало на Ионические острова. С тех пор в этом регионе известно как «дзидзибира» или «цицибира» (греч. τζιτζιμπύρα η τσιτσιμπύρα). Со временем стало популярным по всей Великобритании, Соединённым Штатам и Канаде, достигнув пика популярности в начале XX века.

## Производство
В оригинальный рецепт входят следующие продукты: имбирь, сахар, вода, лимонный сок и дрожжи Saccharomyces florentinus. Спустя несколько дней брожения данная смесь образует имбирное пиво.

## Коктейли на основе имбирного пива
Коктейли «Московский мул» и «Тьма и буря» делаются на основе имбирного пива и входят в число официальных коктейлей Международной ассоциации барменов (IBA).